# Pötting
Pötting är en ort och kommun i Österrike. Den ligger i distriktet Grieskirchen i förbundslandet Oberösterreich, 190 kilometer väster om huvudstaden Wien.
Kommunen består av 12 orter (Ortschaften) (inom parentes invånarantal 1 januari 2024):

- Albrechtsberg (34)
- Dürrnaschach (10)
- Kronlach (13)
- Moos (29)
- Oberaschach (42)
- Obernfürth (60)
- Pötting (260)
- Rumpfendopl (9)
- Spielmannsberg (23)
- Straßhof (4)
- Sumeding (68)
- Unternfürth (18)